# Санта Нела (Калифорнија)
Санта Нела (енгл. Santa Nella) насељено је место без административног статуса у америчкој савезној држави Калифорнија.

## Демографија
По попису из 2010. године број становника је 1.380.
| Група             | 2000.    | 2010.       |
| Белци             | 0 (0,0%) | 339 (24,6%) |
| Афроамериканци    | 0 (0,0%) | 22 (1,6%)   |
| Азијати           | 0 (0,0%) | 31 (2,2%)   |
| Хиспаноамериканци | 0 (0,0%) | 968 (70,1%) |
| Укупно            | 0        | 1.380       |